# 劉郁芬
劉 郁芬（りゅう いくふん）は、中華民国の軍人。初め北京政府、国民軍、後に南京国民政府（汪兆銘政権）に属した。馮玉祥配下の「五虎将」の1人（他は張之江・鹿鍾麟・宋哲元・鄭金声）と目された人物である。字は蘭江。

## 事績
保定速成学校を卒業。雲南省に向かい、中国同盟会に加入した。
辛亥革命後は北京に戻り、陸軍軍事学校で職に就く。陸軍第10混成旅参謀長、第11師参謀長、第11師第22旅旅長を歴任した。1924年（民国13年）、馮玉祥が組織した国民軍の第2師師長に任命される。1925年（民国14年）、代理甘粛軍務督弁に就任した。
1926年（民国15年）9月に馮玉祥が五原誓師を行うと、劉郁芬は正式に甘粛督弁に任命された。中国国民党の北伐の際には、第7方面軍総指揮兼甘粛省政府主席に任命された。1929年（民国18年）、馮玉祥が蔣介石との内戦を開始すると、馮玉祥の下で第3路軍総指揮、第2軍団総司令となる。1930年（民国19年）の中原大戦では、後方総司令兼代理陝西省政府主席として後方を守った。しかし、馮玉祥の敗北とともに、劉郁芬も下野した。
1931年（民国20年）に復帰し、冀察政務委員会委員をつとめる。しかし、1933年（民国22年）に再び引退して北平に寓居した。
1939年（民国28年）8月、劉郁芬は汪兆銘（汪精衛）に合流し、中国国民党第6期（汪派）の執行委員に選出された。1940年（民国29年）3月30日、南京国民政府（汪兆銘政権）が成立すると、駐開封綏靖主任に特派された。1942年（民国31年）には、軍事委員会総参謀長に就任している。
1943年（民国32年）4月2日、北平で病没。享年58。

## 参考文献

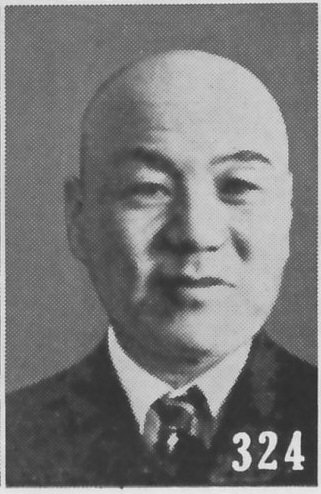
劉郁芬 (1940年前後)